# Boris Dron
Boris Dron (Virton, 17 de març de 1988) és un ciclista belga, professional del 2012 al 2016.

## Palmarès
- 2011
  - 1r a la Romsée-Stavelot-Romsée
  - Vencedor d'una etapa a la Volta a la província de Lieja